# پلید (فیلم ۲۰۱۰)
پلید (به هندی: Raavan) فیلمی محصول سال ۲۰۱۰ و به کارگردانی مانی راتنام است. در این فیلم بازیگرانی همچون آبیشک باچان، ویکرام، آیشواریا رای، گوویندا، راوی کیشان، نیخیل دویود، تجسوانی کولهاپوره، پریامانی ایفای نقش کرده‌اند.